# Copa EHF 2016-17
La Copa EHF 2016-17 es la 36.ª edición de la Copa EHF, la segunda competición europea del balonmano masculino. Está organizada por la EHF y el campeón de la temporada anterior fue el Frisch Auf Göppingen.
El Frisch Auf Göppingen revalidó el título, tras vencer en la final al Füchse Berlin.

## Formato de competición
La Copa EHF se inicia con una fase principal en la que los equipos tienen que superar tres rondas para poder disputar la fase de grupos de la fase principal de la Copa EHF. Sólo 16 equipos tuvieron acceso a esta fase de grupos. Tras la fase de grupos se disputan las eliminatorias hasta llegar a la final de la competición.

## Fase de grupos
Para la fase de grupos se realizó un sorteo, en los que se mezclaron los equipos de los siguientes bombos:
| Bombo 1                                                           | Bombo 2                                                             | Bombo 3                                              | Bombo 4                                                 |
| ----------------------------------------------------------------- | ------------------------------------------------------------------- | ---------------------------------------------------- | ------------------------------------------------------- |
| KIF København Saint-Raphaël VHB Frisch Auf Göppingen MT Melsungen | HC Midtjylland Helvetia Anaitasuna Grundfos Tatabánya KC RD Ribnica | GOG Gudme Fraikin Granollers SC Magdeburg SL Benfica | Riihimaën Cocks Füchse Berlin Maccabi Tel Aviv FC Porto |

### Grupo A
| Grupo A                                              |
| ---------------------------------------------------- |
| Saint-Raphaël VHB RD Ribnica GOG Gudme Füchse Berlin |

| Pos | Equipo            | PJ | PG | PE | PP | GF  | GC  | Dif | Pts | Calificación     |
| --- | ----------------- | -- | -- | -- | -- | --- | --- | --- | --- | ---------------- |
| 1.º | Füchse Berlin     | 6  | 5  | 0  | 1  | 185 | 163 | +22 | 10  | Avanza a playoff |
| 2.º | Saint-Raphaël VHB | 6  | 4  | 0  | 2  | 179 | 164 | +15 | 8   | Avanza a playoff |
| 3.º | GOG Gudme         | 6  | 3  | 0  | 3  | 187 | 190 | -3  | 6   | eliminado        |
| 4.º | RD Ribnica        | 6  | 0  | 0  | 6  | 154 | 188 | -44 | 0   | eliminado        |

### Grupo B
| Grupo B                                                        |
| -------------------------------------------------------------- |
| Frisch Auf Göppingen HC Midtylland Fraikin Granollers FC Porto |

| Pos | Equipo               | PJ | PG | PE | PP | GF  | GC  | Dif | Pts | Calificación     |
| --- | -------------------- | -- | -- | -- | -- | --- | --- | --- | --- | ---------------- |
| 1.º | Frisch Auf Göppingen | 6  | 6  | 0  | 0  | 181 | 155 | +26 | 12  | Avanza a playoff |
| 2.º | Frainkin Granollers  | 6  | 3  | 0  | 3  | 171 | 165 | +6  | 6   | Eliminado        |
| 3.º | FC Porto             | 6  | 2  | 0  | 4  | 159 | 170 | -11 | 4   | eliminado        |
| 4.º | HC Midtjylland       | 6  | 1  | 0  | 5  | 155 | 176 | -11 | 2   | eliminado        |

### Grupo C
| Grupo C                                                  |
| -------------------------------------------------------- |
| KIF København Tatabánya KC SC Magdeburg Maccabi Tel Aviv |

| Pos | Equipo           | PJ | PG | PE | PP | GF  | GC  | Dif | Pts | Calificación     |
| --- | ---------------- | -- | -- | -- | -- | --- | --- | --- | --- | ---------------- |
| 1.º | SC Magdeburg     | 6  | 5  | 1  | 0  | 200 | 146 | +54 | 11  | Avanza a playoff |
| 2.º | Tatabánya KC     | 6  | 4  | 0  | 2  | 161 | 157 | +4  | 8   | Avanza a playoff |
| 3.º | KIF København    | 6  | 2  | 1  | 3  | 166 | 172 | -6  | 5   | eliminado        |
| 4.º | Maccabi Tel Aviv | 6  | 0  | 0  | 6  | 146 | 198 | -52 | 0   | eliminado        |

### Grupo D
| Grupo D                                                     |
| ----------------------------------------------------------- |
| MT Melsungen Helvetia Anaitasuna SL Benfica Riihimaën Cocks |

| Pos | Equipo          | PJ | PG | PE | PP | GF  | GC  | Dif | Pts | Calificación     |
| --- | --------------- | -- | -- | -- | -- | --- | --- | --- | --- | ---------------- |
| 1.º | MT Melsungen    | 6  | 4  | 0  | 2  | 168 | 140 | +28 | 8   | Avanza a playoff |
| 2.º | Anaitasuna      | 6  | 4  | 0  | 2  | 171 | 163 | +8  | 8   | Avanza a playoff |
| 3.º | SL Benfica      | 6  | 4  | 0  | 2  | 158 | 165 | -7  | 8   | eliminado        |
| 4.º | Riihimaën Cocks | 6  | 0  | 0  | 6  | 145 | 174 | -29 | 0   | eliminado        |

## Cuartos de final
- Helvetia Anaitasuna[3] 59 - 69  SC Magdeburg (27-34) (32-35)
- Tatabánya KC 47 - 58  Füchse Berlin (25-30) (22-28)
- Saint-Raphaël VHB 61 - 49  MT Melsungen (30-26) (31-23)

## Final Four

### Semifinales
- SC Magdeburg 29 - 33  Frisch Auf Göppingen
- Saint-Raphaël VHB 24 - 35  Füchse Berlin

### Final de consolación
- SC Magdeburg 32 - 31  Saint-Raphaël VHB

### Final
- Frisch Auf Göppingen 30 - 22  Füchse Berlin

## Estadísticas
| Puesto | Jugador            | Equipo               | Goles |
| ------ | ------------------ | -------------------- | ----- |
| 1      | Hans Lindberg      | Füchse Berlin        | 92    |
| 2      | Raphaël Caucheteux | Saint-Raphaël VHB    | 82    |
| 3      | Michael Damgaard   | SC Magdeburg         | 66    |
| 4      | Petar Nenadić      | Füchse Berlin        | 64    |
| 5      | Marcel Schiller    | Frisch Auf Göppingen | 60    |